# Uttertjärnen (Björna socken, Ångermanland)
Uttertjärnen är en sjö i Örnsköldsviks kommun i Ångermanland och ingår i Gideälvens huvudavrinningsområde.